# Olivier Delaître
Olivier Delaître (* 1. Juni 1967 in Metz) ist ein ehemaliger französischer Tennisspieler.
Delaître konnte in seiner Karriere vor allem im Doppel Erfolge feiern. Zwischen 1991 und 1999 gewann er mit verschiedenen Doppelpartnern 15 Turniere. 1999 war das erfolgreichste Jahr seiner Karriere, als er das Masters in Monte Carlo gewann, das Halbfinale in Wimbledon erreichte und in der Weltrangliste auf Platz drei vorstieß.
Für die französische Fed-Cup-Mannschaft spielte er insgesamt acht Partien, von denen er fünf gewinnen konnte.
Olivier Delaître ist verheiratet und hat zwei Töchter.

## Erfolge
| Legende (Anzahl der Siege)                                |
| Grand Slam (0)                                            |
| Tennis Masters Cup (0)                                    |
| ATP Masters Series (1)                                    |
| ATP Championship Series ATP International Series Gold (3) |
| ATP World Series ATP International Series (11)            |

| Titel nach Belag |
| Hartplatz (10)   |
| Sand (2)         |
| Rasen (1)        |
| Teppich (2)      |

### Einzel

#### Finalteilnahmen
| Nr. | Datum              | Turnier      | Belag       | Finalgegner     | Ergebnis |
| --- | ------------------ | ------------ | ----------- | --------------- | -------- |
| 1.  | 15. September 1991 | Bordeaux     | Sand        | Guy Forget      | 1:6, 3:6 |
| 2.  | 20. Oktober 1991   | Lyon         | Teppich (i) | Pete Sampras    | 1:6, 1:6 |
| 3.  | 10. Januar 1993    | Kuala Lumpur | Hartplatz   | Richey Reneberg | 3:6, 1:6 |
| 4.  | 21. August 1994    | Indianapolis | Hartplatz   | Wayne Ferreira  | 2:6, 1:6 |

### Doppel

#### Turniersiege
| Nr. | Datum              | Turnier         | Belag         | Partner          | Finalgegner                         | Ergebnis      |
| --- | ------------------ | --------------- | ------------- | ---------------- | ----------------------------------- | ------------- |
| 01. | 11. Februar 1991   | Guarujá         | Hartplatz     | Rodolphe Gilbert | Shelby Cannon Greg Van Emburgh      | 6:2, 6:4      |
| 02. | 8. Februar 1993    | Marseille       | Teppich (i)   | Arnaud Boetsch   | Ivan Lendl Christo van Rensburg     | 6:3, 7:6      |
| 03. | 10. Januar 1994    | Doha            | Hartplatz     | Stéphane Simian  | Shelby Cannon Byron Talbot          | 6:3, 6:3      |
| 04. | 20. Juni 1994      | Halle           | Rasen         | Guy Forget       | Henri Leconte Gary Muller           | 6:4, 6:7, 6:4 |
| 05. | 29. August 1994    | Long Island (1) | Hartplatz     | Guy Forget       | Andrew Florent Mark Petchey         | 6:4, 7:6      |
| 06. | 19. September 1994 | Bordeaux        | Hartplatz     | Guy Forget       | Diego Nargiso Guillaume Raoux       | 6:2, 2:6, 7:5 |
| 07. | 24. Juli 1995      | Washington      | Hartplatz     | Jeff Tarango     | Petr Korda Cyril Suk                | 4:6, 6:2, 6:2 |
| 08. | 24. Februar 1997   | Antwerpen       | Hartplatz (i) | David Adams      | Sandon Stolle Cyril Suk             | 3:6, 6:2, 6:1 |
| 09. | 27. Juli 1998      | Stuttgart       | Sand          | Fabrice Santoro  | Joshua Eagle Jim Grabb              | 4:6, 7:5, 6:3 |
| 10. | 5. Oktober 1998    | Toulouse (1)    | Hartplatz (i) | Fabrice Santoro  | Paul Haarhuis Jan Siemerink         | 6:2, 6:4      |
| 11. | 12. Oktober 1998   | Basel           | Hartplatz (i) | Fabrice Santoro  | Piet Norval Kevin Ullyett           | 6:3, 7:6      |
| 12. | 26. Oktober 1998   | Lyon            | Teppich (i)   | Fabrice Santoro  | Tomás Carbonell Francisco Roig      | 6:2, 6:2      |
| 13. | 26. April 1999     | Monte Carlo     | Sand          | Tim Henman       | Jiří Novák David Rikl               | 3:6, 6:4, 6:2 |
| 14. | 30. August 1999    | Long Island (2) | Hartplatz     | Fabrice Santoro  | Jan-Michael Gambill Scott Humphries | 7:5, 6:4      |
| 15. | 4. Oktober 1999    | Toulouse (2)    | Hartplatz (i) | Jeff Tarango     | David Adams John-Laffnie de Jager   | 3:6, 7:6, 6:4 |

#### Finalteilnahmen
| Nr. | Datum            | Turnier      | Belag         | Partner             | Finalgegner                        | Ergebnis       |
| --- | ---------------- | ------------ | ------------- | ------------------- | ---------------------------------- | -------------- |
| 01. | 29. August 1993  | Long Island  | Hartplatz     | Arnaud Boetsch      | Marc-Kevin Goellner David Prinosil | 7:6, 5:7, 2:6  |
| 02. | 5. Mai 1996      | München      | Sand          | Diego Nargiso       | Lan Bale Stephen Noteboom          | 6:4, 6:7, 4:6  |
| 03. | 20. Oktober 1996 | Toulouse     | Hartplatz (i) | Guillaume Raoux     | Jacco Eltingh Paul Haarhuis        | 3:6, 5:7       |
| 04. | 17. Februar 1997 | Marseille    | Hartplatz (i) | Fabrice Santoro     | Thomas Enqvist Magnus Larsson      | 3:6, 4:6       |
| 05. | 25. Oktober 1997 | Lyon         | Teppich (i)   | Fabrice Santoro     | Ellis Ferreira Patrick Galbraith   | 6:3, 2:6, 4:6  |
| 06. | 11. Januar 1998  | Doha         | Hartplatz     | Fabrice Santoro     | Mahesh Bhupathi Leander Paes       | 4:6, 6:3, 4:6  |
| 07. | 12. April 1998   | Chennai      | Hartplatz     | Maks Mirny          | Mahesh Bhupathi Leander Paes       | 7:6, 3:6, 2:6  |
| 08. | 19. April 1998   | Tokio        | Hartplatz     | Stefano Pescosolido | Sébastien Lareau Daniel Nestor     | 3:6, 4:6       |
| 09. | 17. August 1998  | Cincinnati   | Hartplatz     | Fabrice Santoro     | Mark Knowles Daniel Nestor         | 1:6, 1:2 Aufg. |
| 10. | 22. August 1999  | Indianapolis | Hartplatz     | Leander Paes        | Paul Haarhuis Jared Palmer         | 3:6, 4:6       |
| 11. | 16. Januar 2000  | Auckland     | Hartplatz     | Jeff Tarango        | Ellis Ferreira Rick Leach          | 5:7, 4:6       |